# Ibrahim Biogradlić
Ibrahim Biogradlić (Sarajevo, 8 marzo 1931 – Sarajevo, 20 febbraio 2015) è stato un calciatore jugoslavo, bosniaco dal 1991, di ruolo difensore.

## Palmarès

### Club
- Campionato jugoslavo: 1

Sarajevo: 1967

### Nazionale
- Argento olimpico: 1

Melbourne 1956